# Nervins Sarcos
Nervins Sarcos (c. 1960) es un político venezolano del partido Un Nuevo Tiempo. Fue electo como alcalde del municipio Colón, del estado Zulia, en las elecciones regionales de Venezuela de 2021 con el 65,64% de los votos.En 2025 desapareció después de dirigirse al aeropuerto internacional de La Chinita, aunque extraoficialmente se conoció que fue detenido y recluido en Caracas.

## Desaparición
Sarcos desapareció desde la mañana del 24 de enero de 2025 junto con un chofer de confianza después de dirigirse al aeropuerto internacional de La Chinita, donde planeaba encontrarse con su familia. El mismo día, funcionarios del Grupo de Operaciones Estratégicas (GOES) de la Policía Nacional Bolivariana (PNB) realizaron detenciones en el municipio, incluyendo la de un fiscal del Ministerio Público y la del presidente de la Cámara de Comercio de Santa Bárbara del Zulia.
El 27 de enero, tres días después, se conoció extraoficialmente que Sarcos fue trasladado y recluido en Caracas.